# Kumla
Kumla è una città della Svezia, capoluogo del comune omonimo, nella contea di Örebro. Al censimento 2005 aveva una popolazione di 20.456 abitanti.

## Geografia
Kumla si trova circa 15 chilometri a sud di Örebro ed è collegata a questa tramite linee ferroviarie e autobus. La città è atipica tra i capoluoghi municipali dello Svealand, poiché il centro abitato non è attraversato da alcun corso d'acqua. Tuttavia, tre dei quattro maggiori laghi della Svezia (Vänern, Vättern e Mälaren) si trovano a meno di un'ora di distanza in auto. La città è caratterizzata da un territorio pianeggiante, situato al centro della Pianura di Närke, ed è circondata da un paesaggio prevalentemente agricolo.